# Lijst van voetbalinterlands Finland - Zweden
Deze lijst van voetbalinterlands is een overzicht van alle officiële voetbalwedstrijden tussen de nationale teams van Finland en Zweden. De buurlanden speelden tot op heden 90 keer tegen elkaar. De eerste ontmoeting, een vriendschappelijke wedstrijd, werd gespeeld in Helsinki op 22 oktober 1911. Het laatste duel, eveneens een vriendschappelijke wedstrijd, vond plaats op 9 januari 2023 in Faro (Portugal).

## Wedstrijden
| №  | Plaats      | Datum             | Competitie           | Wedstrijd        | Uitslag |
| -- | ----------- | ----------------- | -------------------- | ---------------- | ------- |
| 1  | Helsinki    | 22 oktober 1911   | Vriendschappelijk    | Finland – Zweden | 2 – 5   |
| 2  | Stockholm   | 27 juni 1912      | Vriendschappelijk    | Zweden – Finland | 7 – 1   |
| 3  | Stockholm   | 24 mei 1914       | Vriendschappelijk    | Zweden – Finland | 4 – 3   |
| 4  | Stockholm   | 29 mei 1919       | Vriendschappelijk    | Zweden – Finland | 1 – 0   |
| 5  | Helsinki    | 28 september 1919 | Vriendschappelijk    | Finland – Zweden | 3 – 3   |
| 6  | Stockholm   | 30 mei 1920       | Vriendschappelijk    | Zweden – Finland | 4 – 0   |
| 7  | Helsinki    | 19 september 1920 | Vriendschappelijk    | Finland – Zweden | 1 – 0   |
| 8  | Stockholm   | 29 mei 1921       | Vriendschappelijk    | Zweden – Finland | 0 – 3   |
| 9  | Helsinki    | 5 juni 1922       | Vriendschappelijk    | Finland – Zweden | 1 – 4   |
| 10 | Gävle       | 20 juni 1923      | Vriendschappelijk    | Zweden – Finland | 5 – 4   |
| 11 | Helsinki    | 28 juli 1924      | Vriendschappelijk    | Finland – Zweden | 5 – 7   |
| 12 | Göteborg    | 9 juni 1925       | Vriendschappelijk    | Zweden – Finland | 4 – 0   |
| 13 | Helsinki    | 26 juli 1926      | Vriendschappelijk    | Finland – Zweden | 2 – 3   |
| 14 | Stockholm   | 12 juni 1927      | Vriendschappelijk    | Zweden – Finland | 6 – 2   |
| 15 | Helsinki    | 2 september 1928  | Vriendschappelijk    | Finland – Zweden | 2 – 3   |
| 16 | Stockholm   | 14 juni 1929      | Vriendschappelijk    | Zweden – Finland | 3 – 1   |
| 17 | Helsinki    | 28 september 1930 | Vriendschappelijk    | Finland – Zweden | 4 – 4   |
| 18 | Stockholm   | 3 juli 1931       | Vriendschappelijk    | Zweden – Finland | 8 – 2   |
| 19 | Stockholm   | 16 mei 1932       | Vriendschappelijk    | Zweden – Finland | 7 – 1   |
| 20 | Helsinki    | 10 juni 1932      | Vriendschappelijk    | Finland – Zweden | 1 – 3   |
| 21 | Stockholm   | 14 juli 1933      | Vriendschappelijk    | Zweden – Finland | 2 – 0   |
| 22 | Helsinki    | 23 september 1934 | Vriendschappelijk    | Finland – Zweden | 5 – 4   |
| 23 | Stockholm   | 12 juni 1935      | Vriendschappelijk    | Zweden – Finland | 2 – 2   |
| 24 | Helsinki    | 27 september 1936 | Vriendschappelijk    | Finland – Zweden | 1 – 2   |
| 25 | Stockholm   | 16 juni 1937      | WK 1938 kwalificatie | Zweden – Finland | 4 – 0   |
| 26 | Stockholm   | 15 juni 1938      | Vriendschappelijk    | Zweden – Finland | 2 – 0   |
| 27 | Helsinki    | 4 juli 1938       | Vriendschappelijk    | Finland – Zweden | 2 – 4   |
| 28 | Stockholm   | 9 juni 1939       | Vriendschappelijk    | Zweden – Finland | 5 – 1   |
| 29 | Helsinki    | 29 augustus 1940  | Vriendschappelijk    | Finland – Zweden | 2 – 3   |
| 30 | Stockholm   | 22 september 1940 | Vriendschappelijk    | Zweden – Finland | 5 – 0   |
| 31 | Helsinki    | 3 oktober 1943    | Vriendschappelijk    | Finland – Zweden | 1 – 1   |
| 32 | Stockholm   | 26 augustus 1945  | Vriendschappelijk    | Zweden – Finland | 7 – 2   |
| 33 | Helsinki    | 30 september 1945 | Vriendschappelijk    | Finland – Zweden | 1 – 6   |
| 34 | Helsinki    | 15 september 1946 | Vriendschappelijk    | Finland – Zweden | 0 – 7   |
| 35 | Borås       | 24 augustus 1947  | Vriendschappelijk    | Zweden – Finland | 7 – 0   |
| 36 | Helsinki    | 19 september 1948 | Vriendschappelijk    | Finland – Zweden | 2 – 2   |
| 37 | Malmö       | 2 oktober 1949    | Vriendschappelijk    | Zweden – Finland | 8 – 1   |
| 38 | Helsinki    | 24 september 1950 | Vriendschappelijk    | Finland – Zweden | 0 – 1   |
| 39 | Stockholm   | 2 september 1951  | Vriendschappelijk    | Zweden – Finland | 3 – 2   |
| 40 | Oslo        | 13 juni 1952      | Vriendschappelijk    | Finland – Zweden | 3 – 1   |
| 41 | Helsinki    | 21 september 1952 | Vriendschappelijk    | Finland – Zweden | 1 – 8   |
| 42 | Helsinki    | 5 augustus 1953   | WK 1954 kwalificatie | Finland – Zweden | 3 – 3   |
| 43 | Solna       | 16 augustus 1953  | WK 1954 kwalificatie | Zweden – Finland | 4 – 0   |
| 44 | Göteborg    | 4 juni 1954       | Vriendschappelijk    | Zweden – Finland | 6 – 0   |
| 45 | Helsinki    | 15 augustus 1954  | Vriendschappelijk    | Finland – Zweden | 1 – 10  |
| 46 | Helsingborg | 28 augustus 1955  | Vriendschappelijk    | Zweden – Finland | 3 – 0   |
| 47 | Helsinki    | 10 juni 1956      | Vriendschappelijk    | Finland – Zweden | 1 – 3   |
| 48 | Helsinki    | 19 juni 1957      | Vriendschappelijk    | Finland – Zweden | 1 – 5   |
| 49 | Stockholm   | 22 september 1957 | Vriendschappelijk    | Zweden – Finland | 5 – 1   |
| 50 | Helsinki    | 20 augustus 1958  | Vriendschappelijk    | Finland – Zweden | 1 – 7   |
| 51 | Malmö       | 2 augustus 1959   | Vriendschappelijk    | Zweden – Finland | 3 – 1   |
| 52 | Helsinki    | 22 juni 1960      | Vriendschappelijk    | Finland – Zweden | 0 – 3   |
| 53 | Norrköping  | 9 augustus 1961   | Vriendschappelijk    | Zweden – Finland | 4 – 0   |
| 54 | Helsinki    | 19 juni 1962      | Vriendschappelijk    | Finland – Zweden | 0 – 3   |
| 55 | Stockholm   | 14 augustus 1963  | Vriendschappelijk    | Zweden – Finland | 0 – 0   |
| 56 | Helsinki    | 2 augustus 1964   | Vriendschappelijk    | Finland – Zweden | 1 – 0   |
| 57 | Luleå       | 22 augustus 1965  | Vriendschappelijk    | Zweden – Finland | 2 – 2   |
| 58 | Helsinki    | 4 juni 1966       | Vriendschappelijk    | Finland – Zweden | 1 – 0   |
| 59 | Stockholm   | 10 augustus 1967  | Vriendschappelijk    | Zweden – Finland | 2 – 0   |
| 60 | Helsinki    | 11 september 1968 | Vriendschappelijk    | Finland – Zweden | 0 – 3   |
| 61 | Växjö       | 22 mei 1969       | Vriendschappelijk    | Zweden – Finland | 4 – 0   |
| 62 | Helsinki    | 26 augustus 1970  | Vriendschappelijk    | Finland – Zweden | 1 – 2   |
| 63 | Borås       | 20 mei 1971       | Vriendschappelijk    | Zweden – Finland | 4 – 1   |
| 64 | Halmstad    | 8 juli 1973       | Vriendschappelijk    | Zweden – Finland | 1 – 1   |
| 65 | Helsinki    | 29 augustus 1973  | Vriendschappelijk    | Finland – Zweden | 1 – 2   |
| 66 | Helsinki    | 1 juni 1976       | Vriendschappelijk    | Finland – Zweden | 0 – 2   |
| 67 | Malmö       | 11 augustus 1976  | Vriendschappelijk    | Zweden – Finland | 6 – 0   |
| 68 | Borås       | 28 juni 1978      | Vriendschappelijk    | Zweden – Finland | 2 – 1   |
| 69 | Helsinki    | 22 mei 1980       | Vriendschappelijk    | Finland – Zweden | 0 – 2   |
| 70 | Lahti       | 1 maart 1981      | Vriendschappelijk    | Finland – Zweden | 2 – 1   |
| 71 | Halmstad    | 29 juli 1981      | Vriendschappelijk    | Zweden – Finland | 1 – 0   |
| 72 | Lahti       | 20 februari 1982  | Vriendschappelijk    | Finland – Zweden | 2 – 2   |
| 73 | Lahti       | 21 februari 1982  | Vriendschappelijk    | Finland – Zweden | 2 – 1   |
| 74 | Helsinki    | 7 september 1983  | Vriendschappelijk    | Finland – Zweden | 0 – 3   |
| 75 | Helsinki    | 6 augustus 1986   | Vriendschappelijk    | Finland – Zweden | 1 – 3   |
| 76 | Las Palmas  | 15 januari 1988   | Vriendschappelijk    | Finland – Zweden | 0 – 1   |
| 77 | Solna       | 27 mei 1990       | Vriendschappelijk    | Zweden – Finland | 6 – 0   |
| 78 | Helsinki    | 9 september 1992  | WK 1994 kwalificatie | Finland – Zweden | 0 – 1   |
| 79 | Solna       | 13 oktober 1993   | WK 1994 kwalificatie | Zweden – Finland | 3 – 2   |
| 80 | Jönköping   | 1 februari 2001   | Vriendschappelijk    | Zweden – Finland | 0 – 1   |
| 81 | Tampere     | 28 mei 2004       | Vriendschappelijk    | Finland – Zweden | 1 – 3   |
| 82 | Göteborg    | 25 mei 2006       | Vriendschappelijk    | Zweden – Finland | 0 – 0   |
| 83 | Solna       | 12 augustus 2009  | Vriendschappelijk    | Zweden – Finland | 1 – 0   |
| 84 | Solna       | 7 juni 2011       | EK 2012 kwalificatie | Zweden – Finland | 5 – 0   |
| 85 | Helsinki    | 7 oktober 2011    | EK 2012 kwalificatie | Finland – Zweden | 1 – 2   |
| 86 | Chiang Mai  | 26 januari 2013   | Vriendschappelijk    | Finland – Zweden | 0 – 3   |
| 87 | Abu Dhabi   | 19 januari 2015   | Vriendschappelijk    | Zweden – Finland | 0 – 1   |
| 88 | Abu Dhabi   | 10 januari 2016   | Vriendschappelijk    | Zweden – Finland | 3 – 0   |
| 89 | Solna       | 29 mei 2021       | Vriendschappelijk    | Zweden – Finland | 2 – 0   |
| 90 | Faro        | 9 januari 2023    | Vriendschappelijk    | Zweden − Finland | 2 − 0   |

## Samenvatting
| Competitie        | Totaal gespeeld | Winst Finland | Gelijk | Winst Zweden | Doelsaldo Finland – Zweden |
| ----------------- | --------------- | ------------- | ------ | ------------ | -------------------------- |
| WK-kwalificatie   | 5               | 0             | 1      | 4            | 5 − 15                     |
| EK-kwalificatie   | 2               | 0             | 0      | 2            | 1 − 7                      |
| Vriendschappelijk | 83              | 10            | 10     | 63           | 89 − 277                   |
| Totaal            | 90              | 10            | 11     | 69           | 95 − 299                   |

Wedstrijden bepaald door strafschoppen worden, in lijn met de FIFA, als een gelijkspel gerekend.

## Details

### Eerste ontmoeting
| Vriendschappelijk (Helsinki, Finland, 22 oktober 1911): |       |                                                                                           |
| Finland                                                 | 2 – 5 | Zweden                                                                                    |
| Uno Lindeback 3' Paul Jerima 5'                         | goals | 40' Ludvig Eriksson 46' Karl Persson 65' Erik Brolin 86' Erik Brolin 88' Rudolf Andersson |
| - Eerste officiële interland van Finland.               |       |                                                                                           |

### Tweede ontmoeting
| Vriendschappelijk (Stockholm, Zweden, 27 juni 1912):                                                                                |       |                 |
| Zweden | 7 – 1 | Finland         |
| Hjalmar Lorichs 11' Hjalmar Lorichs 50' Eric Dahlström 52' Hjalmar Lorichs 65' Karl Persson 80' Eric Dahlström 87' Karl Persson 88' | goals | 38' Bror Wiberg |

### Derde ontmoeting
| Vriendschappelijk (Stockholm, Zweden, 24 mei 1914):                           |       |                                                              |
| Zweden                                                                        | 4 – 3 | Finland                                                      |
| Karl Bergström 22' Iwar Swensson 59' Iwar Swensson 82' Walfrid Gunnarsson 85' | goals | 35' Lars Schybergson 48' Knut Johansson 62' Lars Schybergson |

### Vierde ontmoeting
| Vriendschappelijk (Stockholm, Zweden, 29 mei 1919): |       |         |
| Zweden                                              | 1 – 0 | Finland |
| Olof Svedberg 71'                                   | goals |         |

### Vijfde ontmoeting
| Vriendschappelijk (Helsinki, Finland, 28 september 1919):  |       |                                                   |
| Finland                                                    | 3 – 3 | Zweden                                            |
| August Wickström 22' August Wickström 37' Holger Thorn 75' | goals | 78' Rudolf Kock 83' Bror Arontzon 88' Rudolf Kock |

### Zeventiende ontmoeting
| Vriendschappelijk (Helsinki, Finland, 28 september 1930): |              | |
| Finland | 4 – 4        | Zweden |
| Lauri Lehtinen 9' Aulis Koponen 15' Lauri Lehtinen 40' Lauri Lehtinen 41'                                                                                        | goals        | 26' Bertil Karlsson 53' Bertil Karlsson 60' Åke Andersson 64' Bertil Karlsson                                                                                        |
| Selectiecommissie | bondscoach   | Eric Bergmann |
| Charles Holmberg Frans Karjagin Kaarlo Oksanen Alfons Nylund Arvo Närvänen Axel Lindbäck Gunnar Åström Aulis Koponen Lauri Lehtinen Jarl Malmgren Nuutti Lintamo | opstellingen | Eivar Widlund Erik Linder Helge Zackrisson John Kristiansson Torsten Lindskog Gösta Nordström Gösta Dunker Åke Andersson Bertil Karlsson John Nilsson Axel Johansson |

### 55ste ontmoeting
| Vriendschappelijk (Stockholm, Zweden, 14 augustus 1963): |       |         |
| Zweden                                                   | 0 – 0 | Finland |
|                                                          | goals |         |

### 62ste ontmoeting
| Vriendschappelijk (Helsinki, Finland, 26 augustus 1970): |       |                                        |
| Finland                                                  | 1 – 2 | Zweden                                 |
| Tommy Lindholm ??' (pen.)                                | goals | 50' Reine Almqvist 67' Dan Brozokoupil |

### 63ste ontmoeting
| Vriendschappelijk (Borås, Zweden, 20 mei 1971):                      |       |                      |
| Zweden                                                               | 4 – 1 | Finland              |
| Bo Larsson 56' Tommy Svensson 69' Örjan Persson 71' Sten Pålsson 90' | goals | 6' Matti Paatelainen |

### 64ste ontmoeting
| Vriendschappelijk (Halmstad, Zweden, 8 juli 1973): |       |                       |
| Zweden                                             | 1 – 1 | Finland               |
| Yngve Leback 41'                                   | goals | 46' Jouko Suomalainen |

### 65ste ontmoeting
| Vriendschappelijk (Helsinki, Finland, 29 augustus 1973): |       |                                          |
| Finland                                                  | 1 – 2 | Zweden                                   |
| Heikki Suhonen 33'                                       | goals | 49' Conny Torstensson 88' Harry Svensson |

### 69ste ontmoeting
| Vriendschappelijk (Helsinki, Finland, 22 mei 1980): |       |                                     |
| Finland                                             | 0 – 2 | Zweden                              |
|                                                     | goals | 6' Mats Nordgren 31' Thomas Sjöberg |

### 70ste ontmoeting
| Vriendschappelijk (Lahti, Finland, 1 maart 1981): |       |                      |
| Finland                                           | 2 – 1 | Zweden               |
| Hannu Rajaniemi 5' Jukka Ikäläinen 6'             | goals | 21' Torbjörn Nilsson |

### 71ste ontmoeting
| Vriendschappelijk (Halmstad, Zweden, 29 juli 1981): |       |         |
| Zweden                                              | 1 – 0 | Finland |
| Karl-Gunnar Bjørklund 16'                           | goals |         |

### 72ste ontmoeting
| Vriendschappelijk (Lahti, Finland, 20 februari 1982 ): |       |                                                      |
| Finland                                                | 2 – 2 | Zweden                                               |
| Pasi Jaakonsaari ??' Pasi Jaakonsaari ??'              | goals | 9' (pen.) Thomas Ahlström 43' (pen.) Thomas Ahlström |

### 73ste ontmoeting
| Vriendschappelijk (Lahti, Finland, 21 februari 1982): |       |                           |
| Finland                                               | 2 – 1 | Zweden                    |
| Pasi Jaakonsaari ??' Jukka Ikäläinen ??'              | goals | 69' (pen.) Sven Dahlqvist |

### 74ste ontmoeting
| Vriendschappelijk (Helsinki, Finland, 7 september 1983): |       |                                                     |
| Finland                                                  | 0 – 3 | Zweden                                              |
|                                                          | goals | 1' Ulf Eriksson 3' Thomas Sunesson 23' Ulf Eriksson |

### 75ste ontmoeting
| Vriendschappelijk (Helsinki, Finland, 6 augustus 1986): |       |                                                             |
| Finland                                                 | 1 – 3 | Zweden                                                      |
| Mika Lipponen 60'                                       | goals | 23' Robert Prytz 33' Johnny Ekström 35' (pen.) Robert Prytz |

### 76ste ontmoeting
| Vriendschappelijk (Las Palmas, Spanje, 15 januari 1988): |       |                 |
| Finland                                                  | 0 – 1 | Zweden          |
|                                                          | goals | 31' Jonas Thern |

### 77ste ontmoeting
| Vriendschappelijk (Solna, Zweden, 27 mei 1990):                                                                |       |         |
| Zweden | 6 – 0 | Finland |
| Mats Magnusson 5' Anders Limpar 56' Tomas Brolin 58' Tomas Brolin 59' Peter Larsson 66' (pen.) Jonas Thern 74' | goals |         |

### 78ste ontmoeting
| WK 1994 kwalificatie (Helsinki, Finland, 9 september 1992): |       |                          |
| Finland                                                     | 0 – 1 | Zweden                   |
|                                                             | goals | 77' (pen.) Klas Ingesson |

### 79ste ontmoeting
| WK 1994 kwalificatie (Solna, Zweden, 13 oktober 1993):     |       |                                    |
| Zweden                                                     | 3 – 2 | Finland                            |
| Martin Dahlin 27' Henrik Larsson 40' Martin Dahlin 45'     | goals | 14' Kim Suominen 60' Jari Litmanen |
| - Debuut van Henrik Larsson (Helsingborgs IF) voor Zweden. |       |                                    |

### 81ste ontmoeting
| Vriendschappelijk (Tampere, Finland, 28 mei 2004): |       |                                                            |
| Finland                                            | 1 – 3 | Zweden                                                     |
| Jari Litmanen 9' (pen.)                            | goals | 30' Anders Andersson 45' Marcus Allbäck 82' Marcus Allbäck |

### 82ste ontmoeting
| Vriendschappelijk (Göteborg, Zweden, 25 mei 2006): |       |         |
| Zweden                                             | 0 – 0 | Finland |
|                                                    | goals |         |

### 83ste ontmoeting
| Vriendschappelijk (Solna, Zweden, 12 augustus 2009):            |       |         |
| Zweden                                                          | 1 – 0 | Finland |
| Johan Elmander 42'                                              | goals |         |
| - Honderdste interland van verdediger Sami Hyypiä voor Finland. |       |         |

### 84ste ontmoeting
| EK 2012 kwalificatie (Solna, Zweden, 7 juni 2011):                                                      |       |         |
| Zweden                                                                                                  | 5 – 0 | Finland |
| Kim Källström 12' Zlatan Ibrahimović 31' Zlatan Ibrahimović 35' Zlatan Ibrahimović 53' Emir Bajrami 83' | goals |         |

### 85ste ontmoeting
| EK 2012 kwalificatie (Helsinki, Finland, 7 oktober 2011 ): |       |                                        |
| Finland                                                    | 1 – 2 | Zweden                                 |
| Joona Toivio 73'                                           | goals | 8' Sebastian Larsson 52' Martin Olsson |

### 86ste ontmoeting
| Vriendschappelijk (Chiang Mai, Thailand, 26 januari 2013): |       |                                                        |
| Finland                                                    | 0 – 3 | Zweden                                                 |
|                                                            | goals | 23' Tobias Hysén 73' Robin Quaison 90' Anders Svensson |

### 87ste ontmoeting
| Vriendschappelijk (Abu Dhabi, Verenigde Arabische Emiraten, 19 januari 2015): |       |                 |
| Zweden                                                                        | 0 – 1 | Finland         |
|                                                                               | goals | 63' Roope Riski |

### 88ste ontmoeting
| Vriendschappelijk (Abu Dhabi, Verenigde Arabische Emiraten, 10 januari 2016): |       |         |
| Zweden | 3 – 0 | Finland |
| Emil Salomonsson 45+1' (pen.) Melker Hallberg 46' Emir Kujović 59' | goals |         |
| - Debuut van Jacob Rinne (Örebro SK) en Patrik Carlgren (AIK Solna) voor Zweden. - Debuut van Mika Hilander (Ilves Tampere) en Daniel O'Shaughnessy (Brentford FC), Timo Tahvanainen (SJK Seinäjoki), Simon Skrabb (Gefle IF), Aleksandr Kokko, Juha Pirinen en Janne Saksela (RoPS Rovaniemi) voor Finland. |       |         |

Finse voetbalbond · A-internationals · Bondscoaches · Statistieken · Fins vrouwenelftal · Olympisch elftal · Finland U21 · Finland U20 · Finland U19 · Finland U18 · Finland U17 · Finland U16
1911 – 1919 ·
1920 – 1929 ·
1930 – 1939 ·
1940 – 1949 ·
1950 – 1959 ·
1960 – 1969 ·
1970 – 1979 ·
1980 – 1989 ·
1990 – 1999 ·
2000 – 2009 ·
2010 – 2019 ·
2020 − 2029
EK 2020
OS 1912 ·
OS 1936 ·
OS 1952 ·
OS 1980
1911 · 
1912 · 
1913 · 
1914 · 
1915 · 1916 · 1917 · 1918 · 
1919 · 
1920 · 
1921 · 
1922 · 
1923 · 
1924 · 
1925 · 
1926 · 
1927 · 
1928 · 
1929 · 
1930 · 
1931 · 
1932 · 
1933 · 
1934 · 
1935 · 
1936 · 
1937 · 
1938 · 
1939 · 
1940 · 
1941 · 
1942 · 
1943 · 
1944 · 
1945 · 
1946 · 
1947 · 
1948 · 
1949 · 
1950 · 
1952 · 
1952 · 
1953 · 
1954 · 
1955 · 
1956 · 
1957 · 
1958 · 
1959 · 
1960 · 
1961 · 
1962 · 
1963 · 
1964 · 
1965 · 
1966 · 
1967 · 
1968 · 
1969 · 
1970 · 
1971 · 
1972 · 
1973 · 
1974 · 
1975 · 
1976 · 
1977 · 
1978 · 
1979 · 
1980 · 
1981 · 
1982 · 
1983 · 
1984 · 
1985 · 
1986 · 
1987 · 
1988 · 
1989 · 
1990 · 
1991 · 
1992 · 
1993 · 
1994 · 
1995 · 
1996 · 
1997 · 
1998 · 
1999 · 
2000 · 
2001 · 
2002 · 
2003 · 
2004 · 
2005 · 
2006 · 
2007 · 
2008 · 
2009 · 
2010 · 
2011 · 
2012 · 
2013 · 
2014 · 
2015 · 
2016 · 
2017 · 
2018 ·
2019 ·
2020
Albanië ·
Algerije ·
Andorra ·
Armenië ·
Azerbeidzjan ·
Bahrein ·
Barbados ·
België ·
Bermuda ·
Bolivia ·
Bosnië en Herzegovina ·
Brazilië ·
Bulgarije ·
Canada ·
Chili ·
China ·
Colombia ·
Costa Rica ·
Cyprus ·
Denemarken ·
DDR ·
(West-)Duitsland ·
Ecuador ·
Egypte ·
Engeland ·
Estland ·
Faeröer ·
Frankrijk ·
Georgië ·
Griekenland ·
Honduras ·
Hongarije ·
Ierland ·
IJsland ·
India ·
Irak ·
Israël ·
Italië ·
Japan ·
Jemen ·
Joegoslavië ·
Jordanië ·
Kameroen ·
Kazachstan ·
Koeweit ·
Kosovo ·
Kroatië ·
Letland ·
Liechtenstein ·
Litouwen ·
Luxemburg ·
Maleisië ·
Malta ·
Marokko ·
Mexico ·
Moldavië ·
Montenegro ·
Nederland ·
Noord-Ierland ·
Noord-Korea ·
Noord-Macedonië ·
Noorwegen ·
Oekraïne · 
Oman ·
Oostenrijk ·
Peru ·
Polen ·
Portugal ·
Qatar ·
Roemenië ·
Rusland ·
San Marino ·
Saoedi-Arabië ·
Schotland ·
Servië ·
Servië en Montenegro ·
Singapore ·
Slovenië ·
Slowakije ·
Sovjet-Unie ·
Spanje ·
Thailand ·
Trinidad en Tobago ·
Tsjechië ·
Tsjecho-Slowakije ·
Tunesië ·
Turkije ·
Uruguay ·
Verenigde Arabische Emiraten ·
Verenigde Staten ·
Wales ·
Wit-Rusland ·
Zuid-Korea ·
Zweden ·
Zwitserland
België (2021) · 
Denemarken (2021) · 
Rusland (2021)
SvFF · A-internationals · Selecties · Bondscoaches · Zweeds vrouwenelftal · Olympisch elftal · Zweden U21 · Zweden U20 · Zweden U19 · Zweden U18 · Zweden U17 · Zweden U16 · Vrouwen U17
1908 – 1919 ·
1920 – 1929 ·
1930 – 1939 ·
1940 – 1949 ·
1950 – 1959 ·
1960 – 1969 ·
1970 – 1979 ·
1980 – 1989 ·
1990 – 1999 ·
2000 – 2009 ·
2010 – 2019 ·
2020 − 2029
EK 1960 · 
EK 1964 · 
EK 1968 · 
EK 1972 · 
EK 1976 · 
EK 1980 · 
EK 1984 · 
EK 1988 · 
EK 1992 ·
EK 1996 · 
EK 2000 ·
EK 2004 ·
EK 2008 ·
EK 2012 · 
EK 2016 · 
EK 2020
WK 1930 · 
WK 1934 ·
WK 1938 ·
WK 1950 ·
WK 1954 · 
WK 1958 ·
WK 1962 · 
WK 1966 · 
WK 1970 ·
WK 1974 ·
WK 1978 ·
WK 1982 · 
WK 1986 · 
WK 1990 ·
WK 1994 ·
WK 1998 · 
WK 2002 ·
WK 2006 ·
WK 2010 · 
WK 2014 · 
WK 2018
OS 1908 · 
OS 1912 · 
OS 1920 · 
OS 1924 · 
OS 1928 · 
OS 1932 · 
OS 1936 · 
OS 1948 · 
OS 1952 · 
OS 1956 · 
OS 1964 · 
OS 1968 · 
OS 1972 · 
OS 1976 · 
OS 1980 · 
OS 1984 · 
OS 1988 · 
OS 1992 · 
OS 1996 · 
OS 2000 · 
OS 2004 · 
OS 2008 · 
OS 2012 · 
OS 2016
1908 · 
1909 · 
1910 · 
1911 · 
1912 · 
1913 · 
1914 · 
1915 · 
1916 · 
1917 · 
1918 · 
1919 · 
1920 · 
1921 · 
1922 · 
1923 · 
1924 · 
1925 · 
1926 · 
1927 · 
1928 · 
1929 · 
1930 · 
1931 · 
1932 · 
1933 · 
1934 · 
1935 · 
1936 · 
1937 · 
1938 · 
1939 · 
1940 ·
1941 ·
1942 ·
1943 ·
1944  ·
1945 · 
1946 · 
1947 · 
1948 · 
1949 · 
1950 · 
1952 · 
1952 · 
1953 · 
1954 · 
1955 · 
1956 · 
1957 · 
1958 · 
1959 ·
1960 · 
1961 · 
1962 · 
1963 · 
1964 · 
1965 · 
1966 · 
1967 · 
1968 · 
1969 ·
1970 · 
1971 · 
1972 · 
1973 · 
1974 · 
1975 · 
1976 · 
1977 · 
1978 · 
1979 ·
1980 · 
1981 · 
1982 · 
1983 · 
1984 · 
1985 · 
1986 · 
1987 · 
1988 · 
1989 · 
1990 · 
1991 · 
1992 · 
1993 · 
1994 · 
1995 · 
1996 · 
1997 · 
1998 · 
1999 · 
2000 · 
2001 · 
2002 · 
2003 · 
2004 · 
2005 · 
2006 · 
2007 · 
2008 · 
2009 · 
2010 · 
2011 · 
2012 · 
2013 · 
2014 · 
2015 · 
2016 · 
2017 · 
2018 ·
2019 ·
2020 ·
2021
Albanië ·
Algerije ·
Argentinië ·
Armenië ·
Australië ·
Azerbeidzjan ·
Bahrein ·
Barbados ·
België ·
Bosnië en Herzegovina ·
Botswana ·
Brazilië ·
Bulgarije ·
Chili ·
China ·
Colombia ·
Costa Rica ·
Cuba ·
Cyprus ·
DDR ·
Denemarken ·
Duitsland ·
Ecuador ·
Egypte ·
Engeland ·
Estland ·
Faeröer ·
Finland ·
Frankrijk ·
Georgië ·
Griekenland ·
Hongarije ·
Ierland ·
IJsland ·
Iran ·
Israël ·
Italië ·
Ivoorkust ·
Jamaica ·
Japan ·
Joegoslavië ·
Jordanië ·
Kameroen ·
Kazachstan ·
Kosovo ·
Kroatië ·
Letland ·
Liechtenstein ·
Litouwen ·
Luxemburg ·
Maleisië ·
Malta ·
Mexico ·
Moldavië ·
Montenegro ·
Nederland ·
Nieuw-Zeeland ·
Nigeria ·
Noord-Ierland ·
Noord-Korea ·
Noord-Macedonië ·
Noorwegen ·
Oekraïne ·
Oezbekistan ·
Oman ·
Oostenrijk ·
Paraguay ·
Peru ·
Polen ·
Portugal ·
Qatar ·
Roemenië ·
Rusland ·
San Marino ·
Saoedi-Arabië ·
Schotland ·
Senegal ·
Servië ·
Singapore ·
Slovenië ·
Slowakije ·
Sovjet-Unie ·
Spanje ·
Syrië ·
Thailand ·
Trinidad en Tobago ·
Tsjechië ·
Tsjecho-Slowakije ·
Tunesië ·
Turkije ·
Uruguay ·
Venezuela ·
Verenigde Arabische Emiraten ·
Verenigde Staten ·
Verenigd Koninkrijk ·
Wales ·
Wit-Rusland ·
Zuid-Afrika ·
Zuid-Korea ·
Zwitserland
Brazilië (1958) ·
Duitsland (2006) ·
Duitsland (2018) ·
Engeland (2006) ·
Engeland (2012) ·
Engeland (2018) ·
Frankrijk (2012) ·
Griekenland (2008) ·
Ierland (2016) ·
Italië (2016) ·
Mexico (2018) ·
Oekraïne (2012) ·
Oekraïne (2021) ·
Paraguay (2006) ·
Polen (2021) ·
Rusland (2008) ·
Slowakije (2021) ·
Spanje (2008) ·
Spanje (2021) ·
Trinidad en Tobago (2006) ·
Zuid-Korea (2018) ·
Zwitserland (2018)